# Brahma FM
Brahma FM é uma emissora de rádio brasileira sediada em Goiânia, capital do estado de Goiás. Opera na rádio FM, na frequência 95,9 MHz (concessionada em Abadia de Goiás), e pertence ao Grupo RCI, que controla a emissora em parceria com a Cervejaria Ambev, fabricante da cerveja Brahma, que dá nome a rádio. Seus estúdios localizam-se no Flamboyant Park Business, no bairro Jardim Goiás, em Goiânia, e seus transmissores estão na Vila Socorro, em Abadia de Goiás. Apesar de nova no mercado com seu novo nome, já passou por 4 reformulações (Vox Patris FM, Rádio Difusora Pai Eterno, Mix FM Goiânia e Clube FM Goiânia) e agora a rádio tem como foco disseminar a música sertaneja do estado de Goiás, com sua grade voltada ao gênero.

## História
Emissora originada em outorga de Abadia de Goiás (a HP Comunicação Ltda., também responsável por uma outorga em Águas Lindas de Goiás, que transmite a Jovem Pan News), na frequência 95,5 MHz. Entrou no ar em março de 2012, assumindo a programação da rádio Vox Patris FM, emissora dirigida por Robson de Oliveira Pereira e administrada pela Associação Filhos do Pai Eterno (AFIPE), integrada à Rede Pai Eterno, sendo a Vox Patris a cabeça dessa rede. No entanto, seu lançamento oficial ocorreu durante a Romaria 2013, promovida pela Associação Filhos do Pai Eterno.
Em novembro de 2016, a AFIPE firma parceria com a Fundação Padre Pelágio, dos Missionários Redentoristas de Goiás, proprietários da Rádio Difusora de Goiânia. A parceria fez com que a Difusora se tornasse a nova cabeça de rede da Rede Pai Eterno. A nova programação entrou no ar em 10 de janeiro de 2017, provocando mudanças na AM e na FM. A Rádio Difusora teve sua programação reformulada pela AFIPE, que até então era só musical por conta de problemas administrativos. A Difusora também passou a ser repetida em FM, no lugar da Vox Patris FM.
No final de março de 2019, a Rádio Difusora (através da Fundação Padre Pelágio) emite comunicado durante sua programação anunciando o fim da parceria com a AFIPE para transmissão da emissora no dial FM de Goiânia e em frequências do interior de São Paulo. O último dia de transmissão em rede ocorreu em 31 de março. A FM, com a Positiva FM e emissoras da Rede Difusora Pai Eterno, foram vendidas para viabilizar a compra da RCI, emissora de televisão de Paranaguá, pela AFIPE.

### Mix FM Goiânia (2019–2020)
Após o fim da transmissão da rede, em 1.º de abril de 2019, a frequência passou a transmitir programação experimental de formato adulto-contemporâneo. Posteriormente, passou para a frequência 95,7 MHz conforme determinação da Anatel. A partir de maio, passou a fazer expectativa para a chegada da Mix FM, sendo essa a terceira passagem da rede em Goiânia. A Mix FM já teve passagem por Goiânia na frequência 102,1 MHz, com bons resultados de audiência, entre 2013 e 2016 (interrompida com a entrada de um novo projeto, a Alpha FM Goiânia) e em 2018, na frequência 90,7 MHz (por pouco tempo, interrompida após problemas operacionais).
Posteriormente, a reestreia da Mix FM Goiânia foi confirmada para o dia 22 de julho de 2019. A estreia em definitivo ocorreu ao meio-dia, no começo do programa Top Mix.

### Retorno da Fonte FM ao dial (2020)
Em 1.º de agosto de 2020 a frequência foi substituída pela Fonte FM, que operava de forma online. No dia 3 de setembro, durante um programa na tarde da emissora, a locutora informou aos ouvintes que a Fonte FM iria deixar a frequência FM 95,7. O motivo, revelado somente por fora, seria que a razão social HP Comunicação Ltda, entre outras emissoras, estaria envolvida no escândalo do Padre Robson de Oliveira, acusado de desviar dinheiro dos cofres da AFIPE para uso pessoal e também para uso nessas emissoras. O arrendamento da Fonte FM encerrou às 0h do dia 6 de setembro, mas ela ainda continua na Web, no aplicativo e também usando em parte de sua programação na Rádio Aliança 1090 AM. Os 95.7 FM, passaram a exibir uma programação musical de formato Jovem/Pop.

### Clube FM Goiânia (2020–2023)
Semanas depois, o Grupo RCI repassou a operação da FM 95.7 para o Grupo Vega de Comunicação, responsável pela Alpha FM Goiânia, e no dia 29 de setembro começou a fazer expectativa para estreia da Clube FM Goiânia, afiliada liderada pela Rede Clube FM, este seria o retorno depois de 4 anos fora do dial. A estreia aconteceu às 8h, do dia 1 de outubro.
Em junho de 2021, com uma crise interna no Grupo Vega, devolveram a operação da FM 95.7 para o Grupo RCI, continuando a afiliação com a Clube FM.
Ainda em 2021, como foi definido a mudança da migração do AM para o FM de Goiânia para o dial convencional, algumas emissoras tiveram que mudar de sintonia, entre elas a Clube FM. Com isso, a emissora mudou para FM 95.9, Além disso, com promoção de classe para A4, a mudança só aconteceu no dia 17 de janeiro de 2022.

### Brahma FM (2023–presente)
No dia 2 de fevereiro de 2023, depois de dois anos retransmitindo a rede e sem anunciantes locais, a emissora encerrou a afiliação com a Rede Clube FM e começou a executar músicas sem vinhetas. No mesmo período, o Grupo RCI firmou uma parceria com a Cervejaria Ambev para lançar na frequência a Brahma FM, que iria manter uma programação popular dedicada à música sertaneja.
A emissora entrou em programação de expectativa em 16 de fevereiro e a estreia oficial ocorreu à meia-noite do dia 4 de março. Como forma de promover a nova rádio, foi montada uma cabine especial no Shopping Flamboyant, em Goiânia, onde os ouvintes podiam interagir com os locutores e deixar recados para seus artistas favoritos.